# Jozef De Feyter
Jozef (Jos) De Feyter (Brecht, 11 juli 1925 - Malle, 14 april 2014) was een Belgische wielrenner, die beroeps was tussen 1950 en 1958. Op de Wereldkampioenschappen wielrennen 1951 greep hij net naast een medaille door in de spurt van de kopgroep drie man voor te moeten laten, te weten Ferdi Kübler, Fiorenzo Magni en Antonio Bevilacqua.

## Belangrijkste overwinningen
1951
- 1e etappe Ronde van Nederland
- 4e etappe Ronde van Nederland
- Brussel-Izegem

## Resultaten in voornaamste wedstrijden
| Jaar | Ronde van Italië | Ronde van Frankrijk | Ronde van Spanje |
| ---- | ---------------- | ------------------- | ---------------- |
| 1951 |                  |                     |                  |
| 1952 |                  |                     |                  |
| 1953 |                  |                     |                  |
| 1954 |                  |                     |                  |
| 1955 |                  |                     |                  |
| 1956 |                  |                     |                  |
| 1957 |                  |                     |                  |
| 1958 |                  |                     |                  |

| Jaar | Milaan-San Remo | Gent-Wevelgem | Ronde van Vlaanderen | Parijs-Roubaix | Omloop Het Volk | Waalse Pijl |  | WK op de weg |
| ---- | --------------- | ------------- | -------------------- | -------------- | --------------- | ----------- |  | ------------ |
| 1951 |                 |               |                      |                | 16e             |             |  | 4e           |
| 1952 |                 |               |                      | 12e            |                 | 36e         |  |              |
| 1953 |                 |               |                      | 20e            |                 | 24e         |  |              |
| 1954 |                 | 16e           |                      |                |                 |             |  |              |
| 1955 | 68e             | 17e           | 19e                  | 34e            |                 |             |  |              |
| 1956 |                 | 16e           |                      | 42e            | 10e             | 50e         |  |              |
| 1957 |                 | 43e           | 21e                  |                |                 |             |  |              |
| 1958 |                 |               |                      |                | 12e             |             |  |              |